# Gualba
Gualba è un comune spagnolo situato nella comunità autonoma della Catalogna.